# Liakvat Ali Kan
Liakvat Ali Kan, pakistanski odvetnik in politik, * 1. oktober 1896, † 16. oktober 1951.
Ali Kan je bil prvi predsednik vlade Pakistana med letoma 1947 in 1951.